# 超級機器人大戰OG SAGA 魔裝機神II REVELATION OF EVIL GOD
《超級機械人大戰OG SAGA 魔裝機神II REVELATION OF EVIL GOD》（日语：スーパーロボット大戦OGサーガ 魔装機神II REVELATION OF EVIL GOD）是南夢宮萬代遊戲發行的PlayStation Portable用游戏软件。本作為魔裝機神系列的正統續作。

## 概要
本作為1996年3月29日於超級任天堂上發售的《超級機械人大戰外傳 魔裝機神 THE LORD OF ELEMENTAL》，及於2010年5月27日發售Nintendo DS用的重製作品《超級機械人大戰OG SAGA 魔裝機神 THE LORD OF ELEMENTAL》的續篇。
本作原本是和1996年發售《新超級機械人大戰》的續編同時進行開發，但因1997年發售的SEGA Saturn版《超級機械人大戰F》遇到開發上的困難，因此暫時停止本作的開發。之後因為製作群的意思而使這停止開發近16年的作品得以有機會面世。
初回限定版有《超級機械人大戰OG SAGA 魔裝機神 THE LORD OF ELEMENTAL》的PSP重製版，同梱在《超級機械人大戰OG SAGA 魔裝機神I&II》上發售。

## 外部連結
- 超級機械人大戰OG SAGA 魔裝機神II REVELATION OF EVIL GOD 官方網站 （页面存档备份，存于）
- Fami通.com 超級機械人大戰OG SAGA 魔裝機神II REVELATION OF EVIL GOD 介紹頁面 （页面存档备份，存于）
- PlayStation Official Site  超級機械人大戰OG SAGA 魔裝機神II REVELATION OF EVIL GOD（UMD版） 介紹頁面 （页面存档备份，存于）
- PlayStation Official Site  超級機械人大戰OG SAGA 魔裝機神II REVELATION OF EVIL GOD（下載版） 介紹頁面 （页面存档备份，存于）
- PlayStation Official Site 超級機械人大戰OG SAGA 魔裝機神I＆II 初回限定生產版 介紹頁面 （页面存档备份，存于）